# Platanthera unalascensis
Platanthera unalascensis är en orkidéart som först beskrevs av Spreng., och fick sitt nu gällande namn av Fritz Federico Kurtz. Platanthera unalascensis ingår i släktet nattvioler, och familjen orkidéer. Inga underarter finns listade i Catalogue of Life.

## Bildgalleri

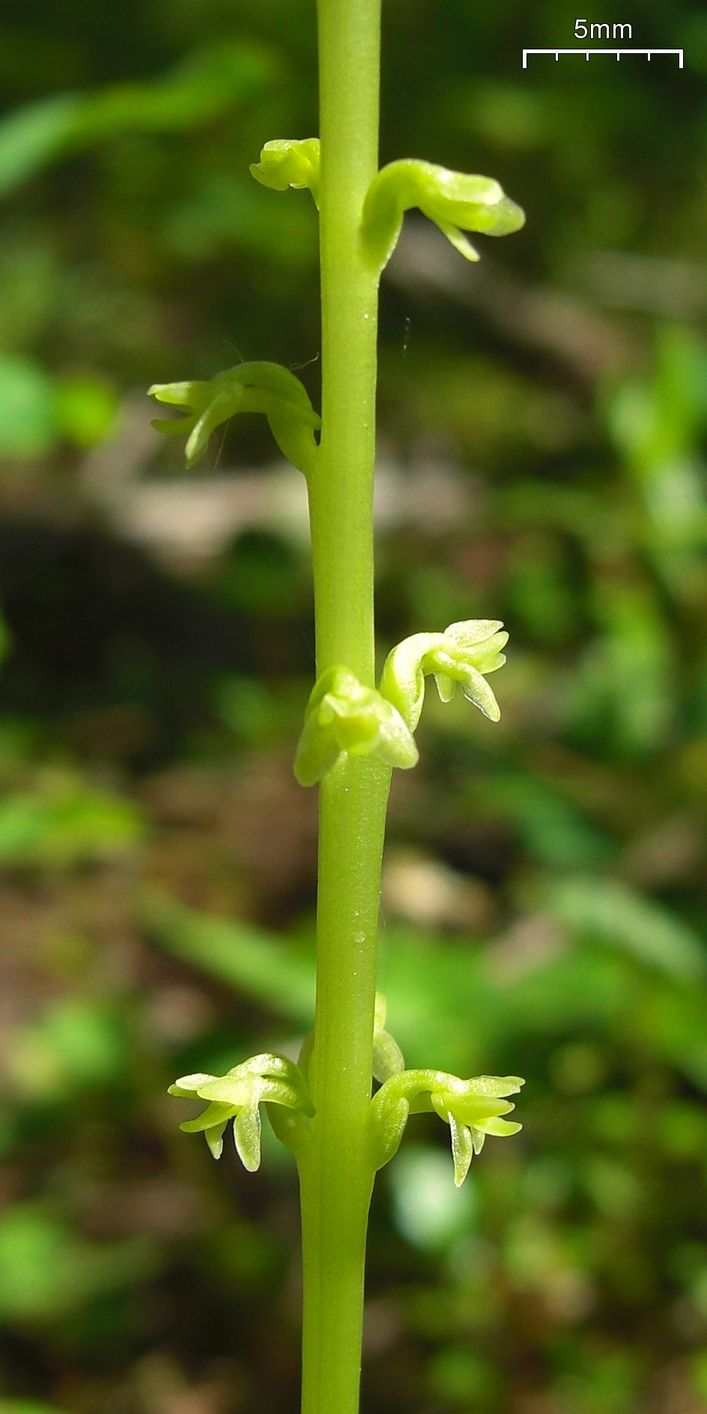
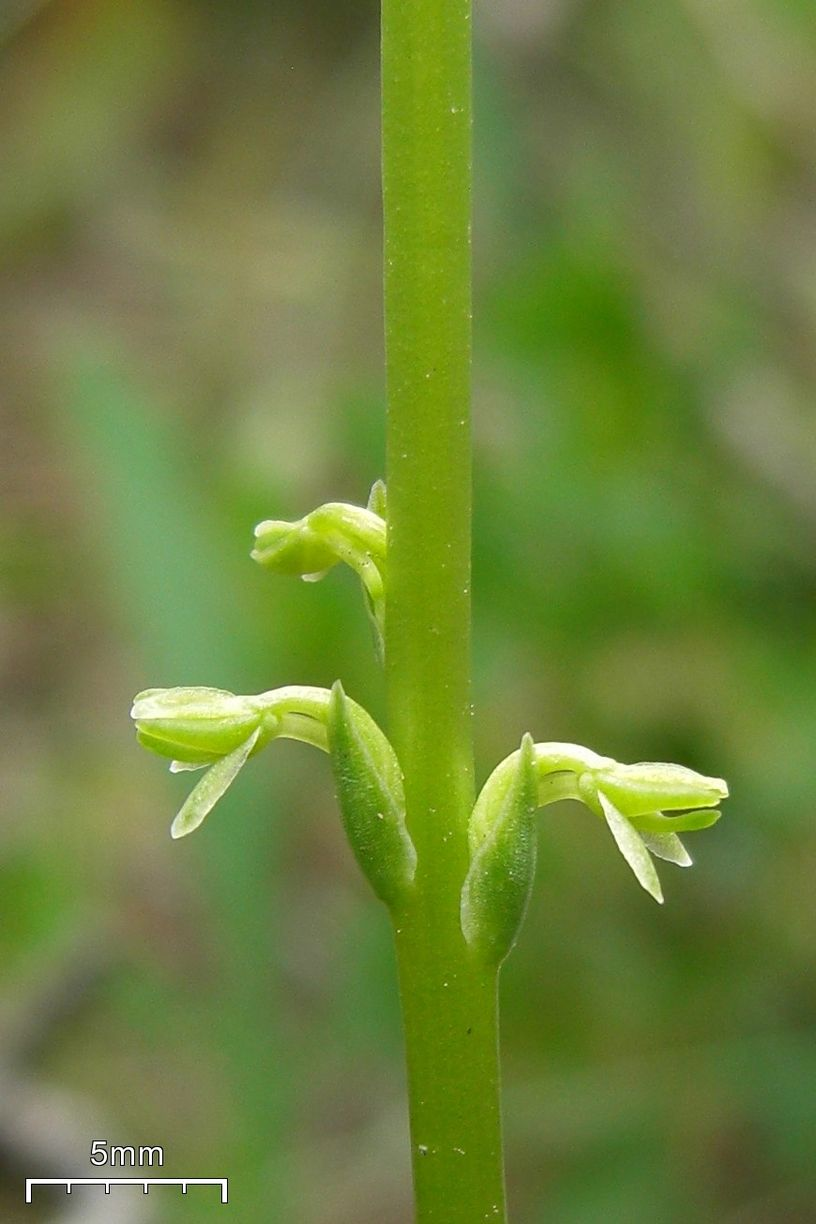
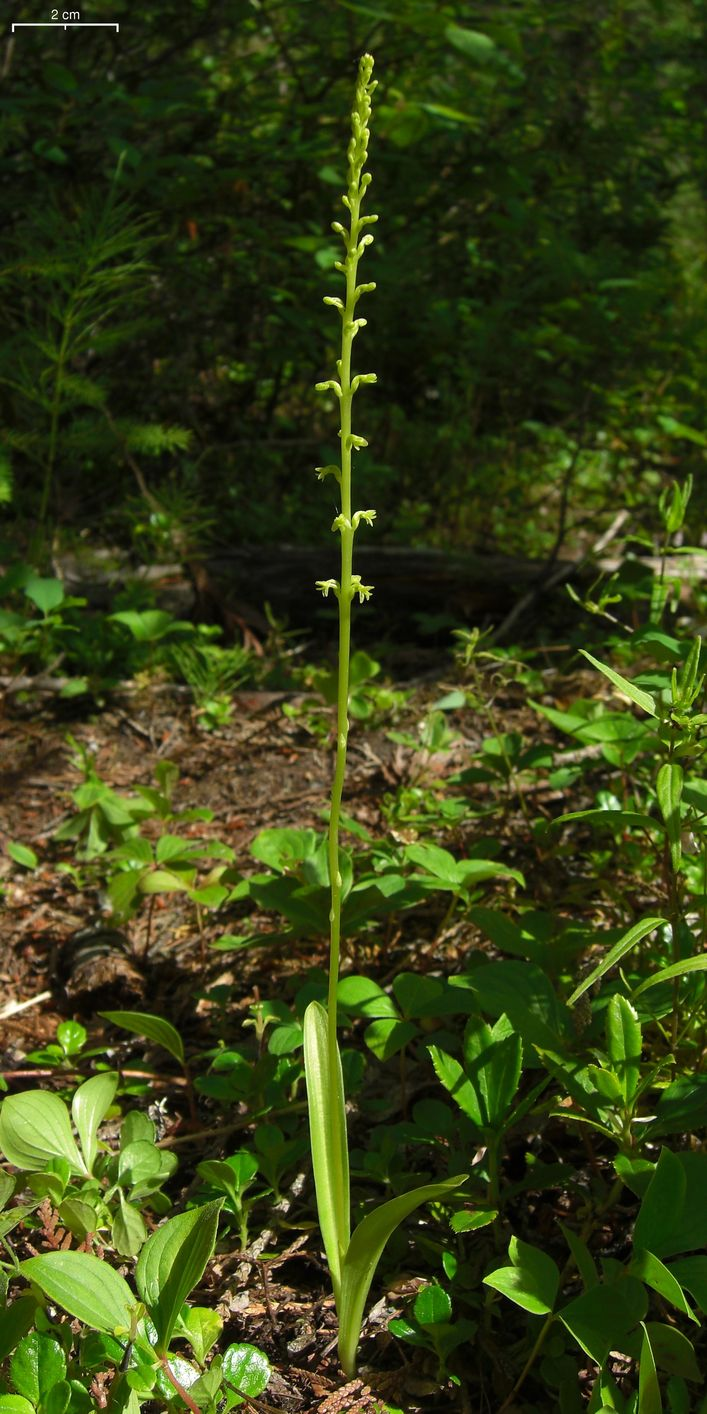
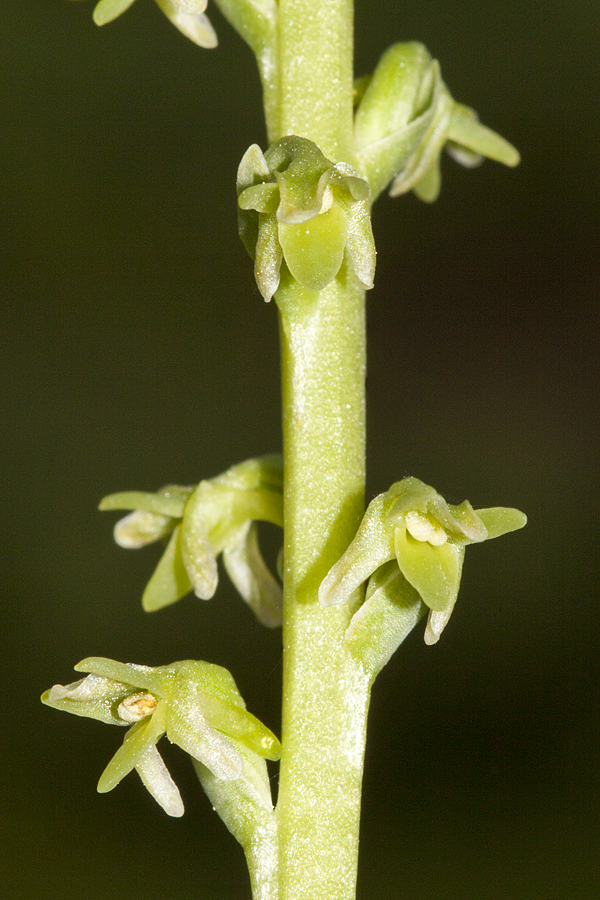